# Jerzy Buzek
Jerzy Karol Buzek [ˈjɛʐɨ ˈbuzɛk] ⓘ (sinh ngày 3 tháng 7 năm 1940) là một chính khách và thành viên Nghị viện Châu Âu người Ba Lan. Ông từng là Thủ tướng Ba Lan từ năm 1997 đến năm 2001. Kể từ khi được bầu vào Nghị viện châu Âu năm 2004, ông giữ chức Chủ tịch Nghị viện châu Âu từ năm 2009 đến năm 2012. Ông kết hôn với Ludgarda Buzek và là cha của nữ diễn viên Ba Lan Agata Buzek.

## Thời thơ ấu
Jerzy Karol Buzek sinh ra trong một gia đình theo đạo Luther vào ngày 3 tháng 7 năm 1940 tại Smilovice, Tiệp Khắc (đang bị Đức Quốc Xã chiếm đóng). Ông sinh ra trong dòng họ Buzek nổi tiếng đã tham gia vào chính trường thời Đệ Nhị Cộng hòa Ba Lan trong giai đoạn giữa hai cuộc chiến tranh. Dòng họ của ông thuộc về cộng đồng Ba Lan ở Zaolzie. Cha của Buzek là một kỹ sư. Sau Chiến tranh thế giới thứ hai, gia đình ông chuyển đến Chorzów. Ông là người theo đạo Luther.

## Sự nghiệp chính trị
Trong những năm 1980, Buzek là một nhà hoạt động của các phong trào chống cộng, bao gồm phong trào Công đoàn Đoàn kết hợp pháp (1980–1981 và từ năm 1989) và ngầm (1981–1989), và phong trào chính trị ở Ba Lan cộng sản. Ông là người tích cực tổ chức các cơ quan quyền lực ngầm trong khu vực và quốc gia của công đoàn. Ông cũng là chủ tịch của bốn đại hội toàn quốc (1, 4, 5, 6) khi phong trào Đoàn kết được phép tham gia trở lại vào chính trị.
Jerzy Buzek là thành viên của tổ chức Hành động Bầu cử Đoàn kết (AWS) và là đồng tác giả của chương trình kinh tế của AWS. Sau cuộc bầu cử quốc hội Ba Lan năm 1997, ông được bầu vào Hạ viện của Quốc hội Ba Lan, và ngay sau đó được bổ nhiệm làm Thủ tướng Ba Lan. Năm 1999, ông trở thành chủ tịch của Phong trào Xã hội AWS (Ruch Społeczny AWS) và năm 2001 ông trở thành Chủ tịch của liên minh Hành động Bầu cử Đoàn kết.
Trong khoảng thời gian từ năm 1997–2001, ông là Thủ tướng Ba Lan, đồng thời là thủ tướng đầu tiên của chính phủ liên minh giữa Tổ chức Hành động Bầu cử Đoàn kết cực hữu và Đảng Liên minh Tự do cho đến năm 2001, và sau đó là của chính phủ thiểu số AWS cực hữu. Thành tựu chính của nội các của ông là bốn cải cách chính trị và kinh tế quan trọng: cách phân vùng hành chính và chính phủ ở địa phương mới của Ba Lan, cải cách hệ thống lương hưu, cải cách hệ thống giáo dục và cải cách hệ thống chăm sóc y tế. AWS đã bị đánh bại trong cuộc bầu cử quốc hội Ba Lan năm 2001. Buzek từ chức chủ tịch Phong trào xã hội AWS và được thay thế bởi Mieczysław Janowski.

## Đời tư
Ông là một người ủng hộ câu lạc bộ bóng đá Ruch Chorzów.

## Hình ảnh

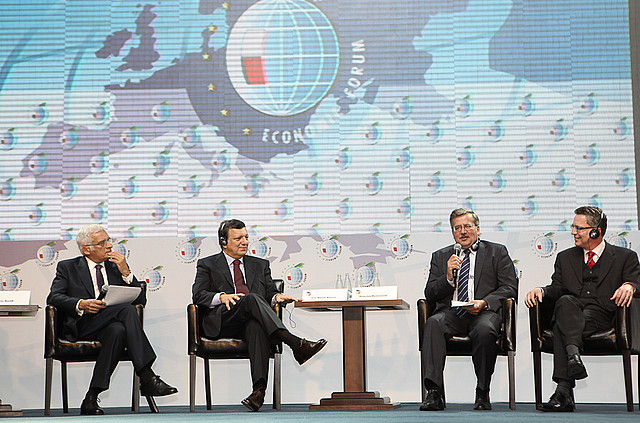
Jerzy Buzek cùng Chủ tịch Ủy ban Châu Âu José Manuel Barroso và Tổng thống Ba Lan Bronisław Komorowski
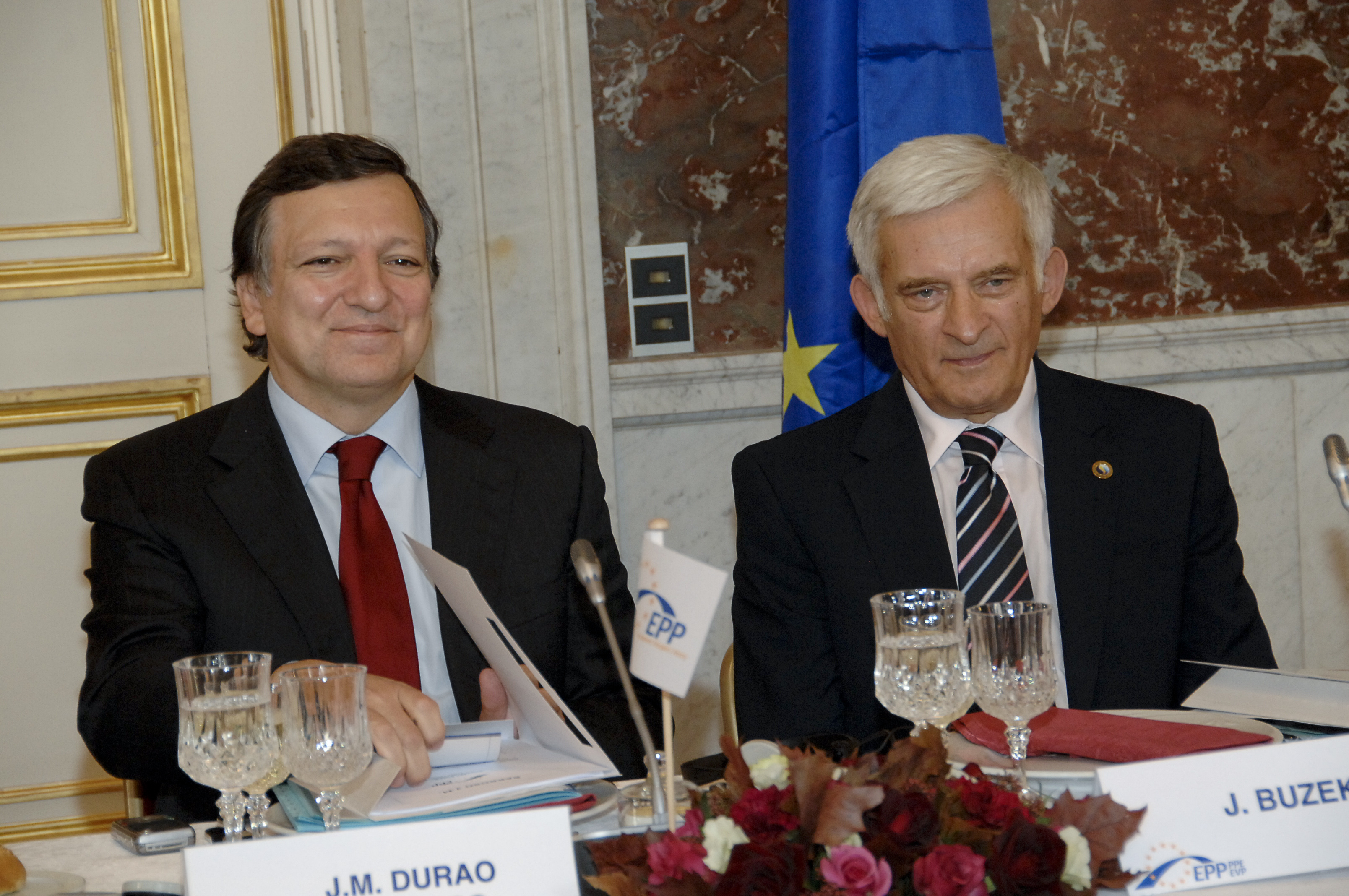
Jerzy Buzek cùng Jose Manuel Barroso trong Hội nghị thượng đỉnh Đảng Nhân dân châu Âu năm 2009
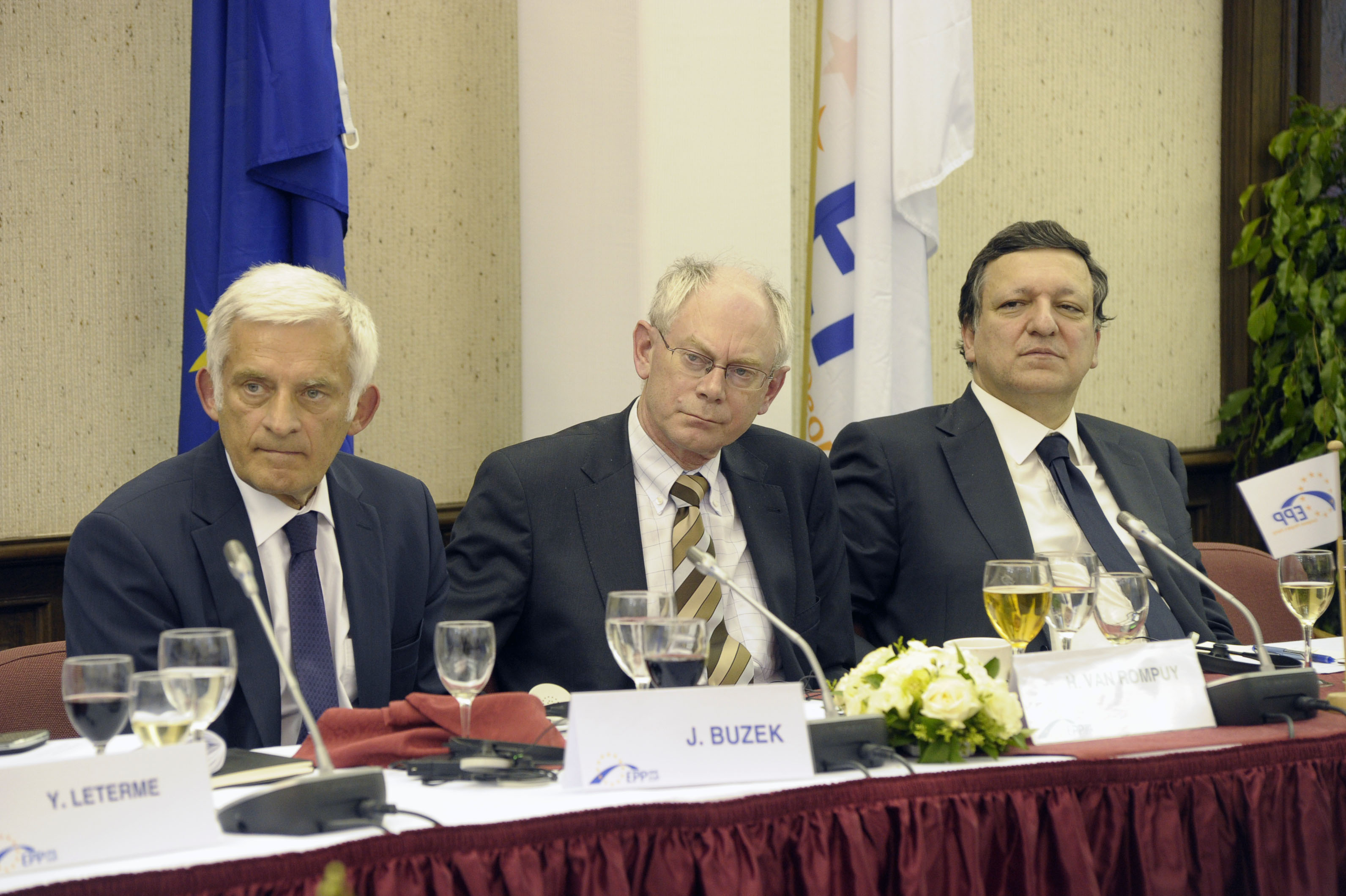
Ba ông lớn Châu Âu; Jerzy Buzek, Herman Van Rompuy, José Manuel Barroso
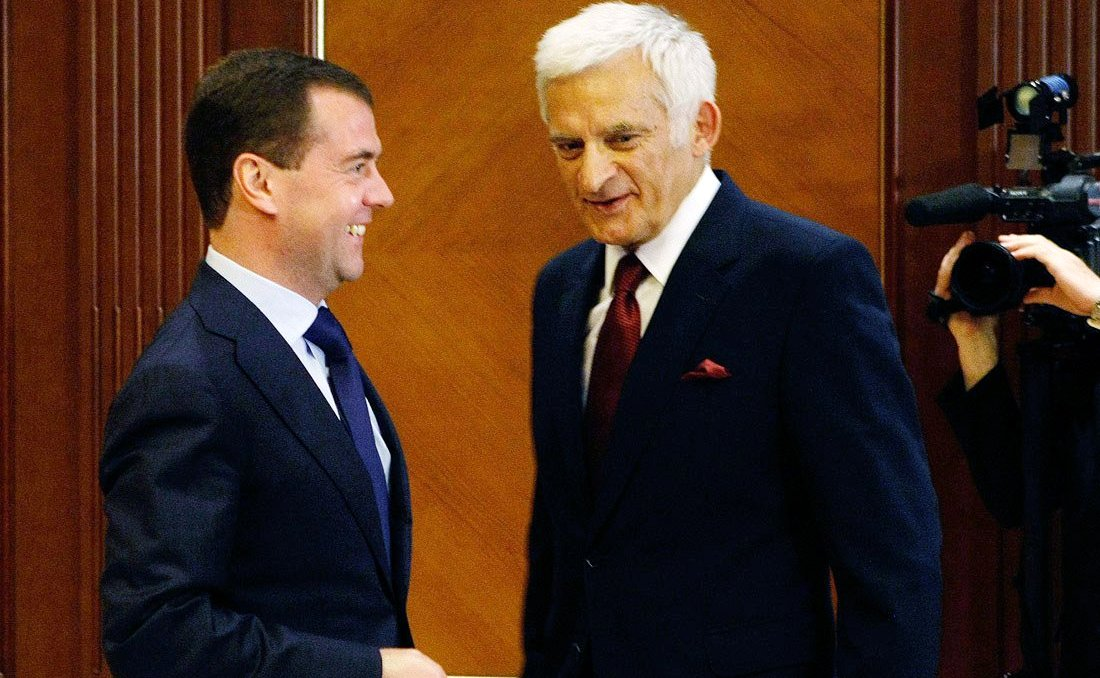
Jerzy Buzek với Tổng thống Nga Dmitry Medvedev
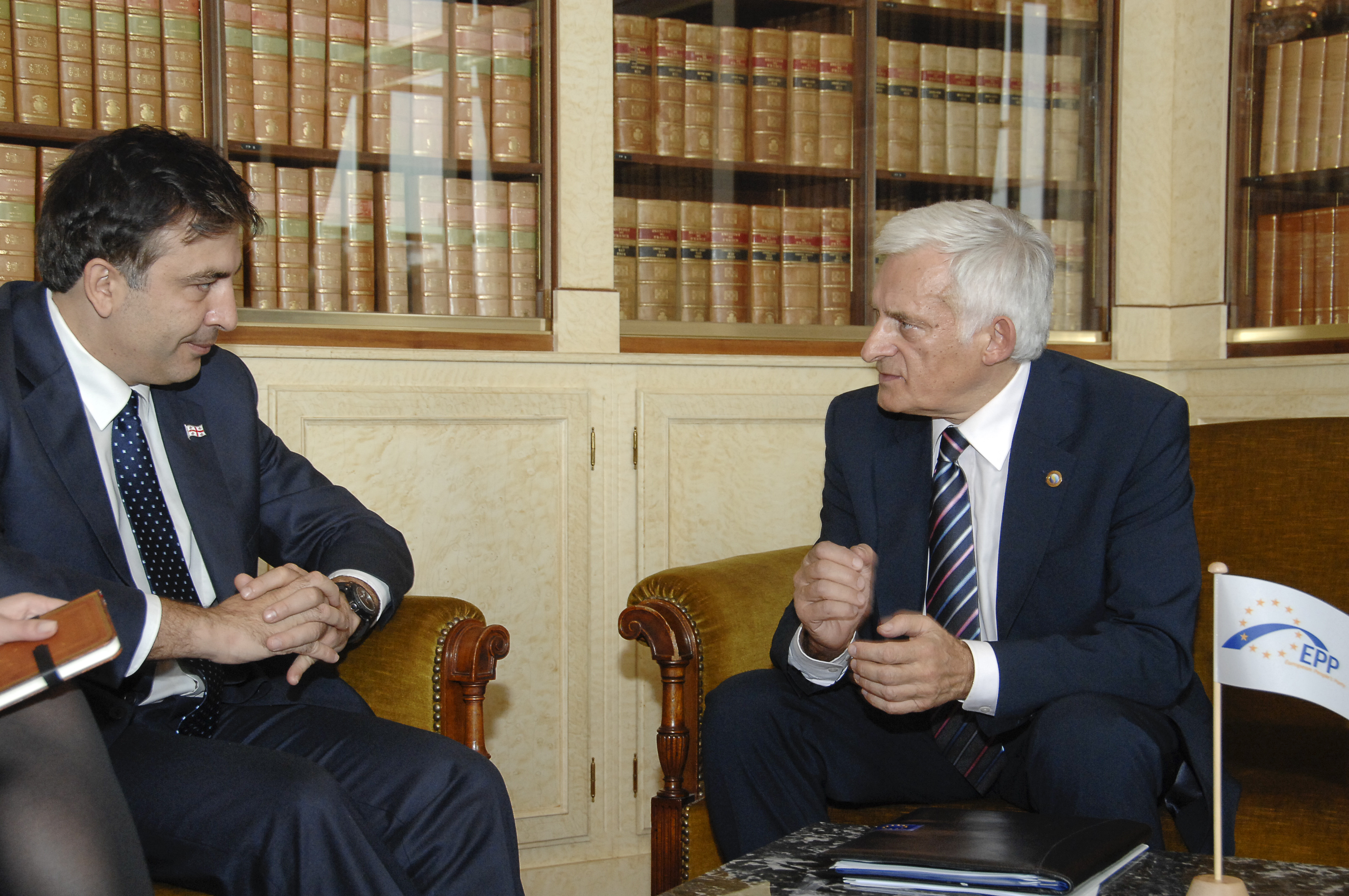
Jerzy Buzek với Tổng thống Gruzia Mikheil Saakashvili
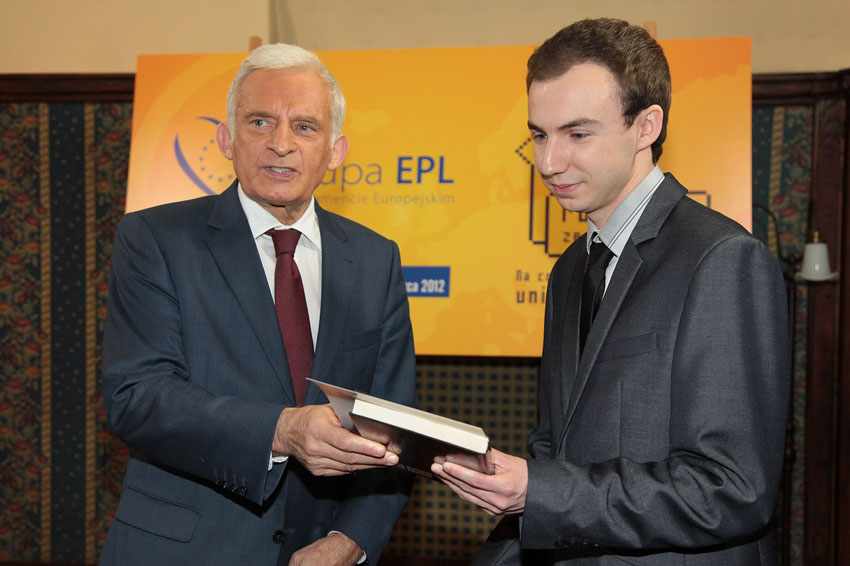
Jerzy Buzek với nhà báo Ba Lan Paweł Rogaliński
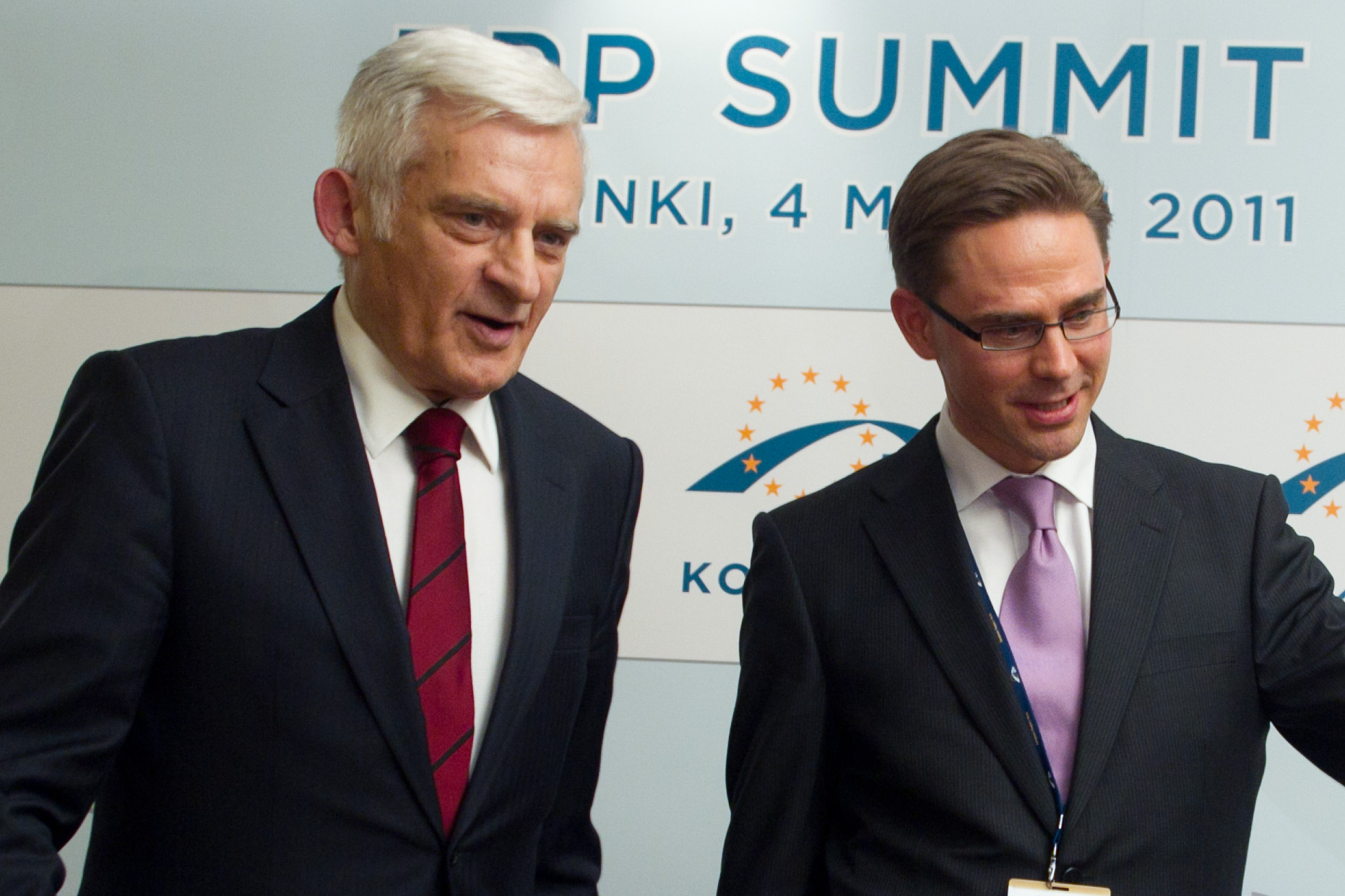
Jerzy Buzek với Jyrki Katainen
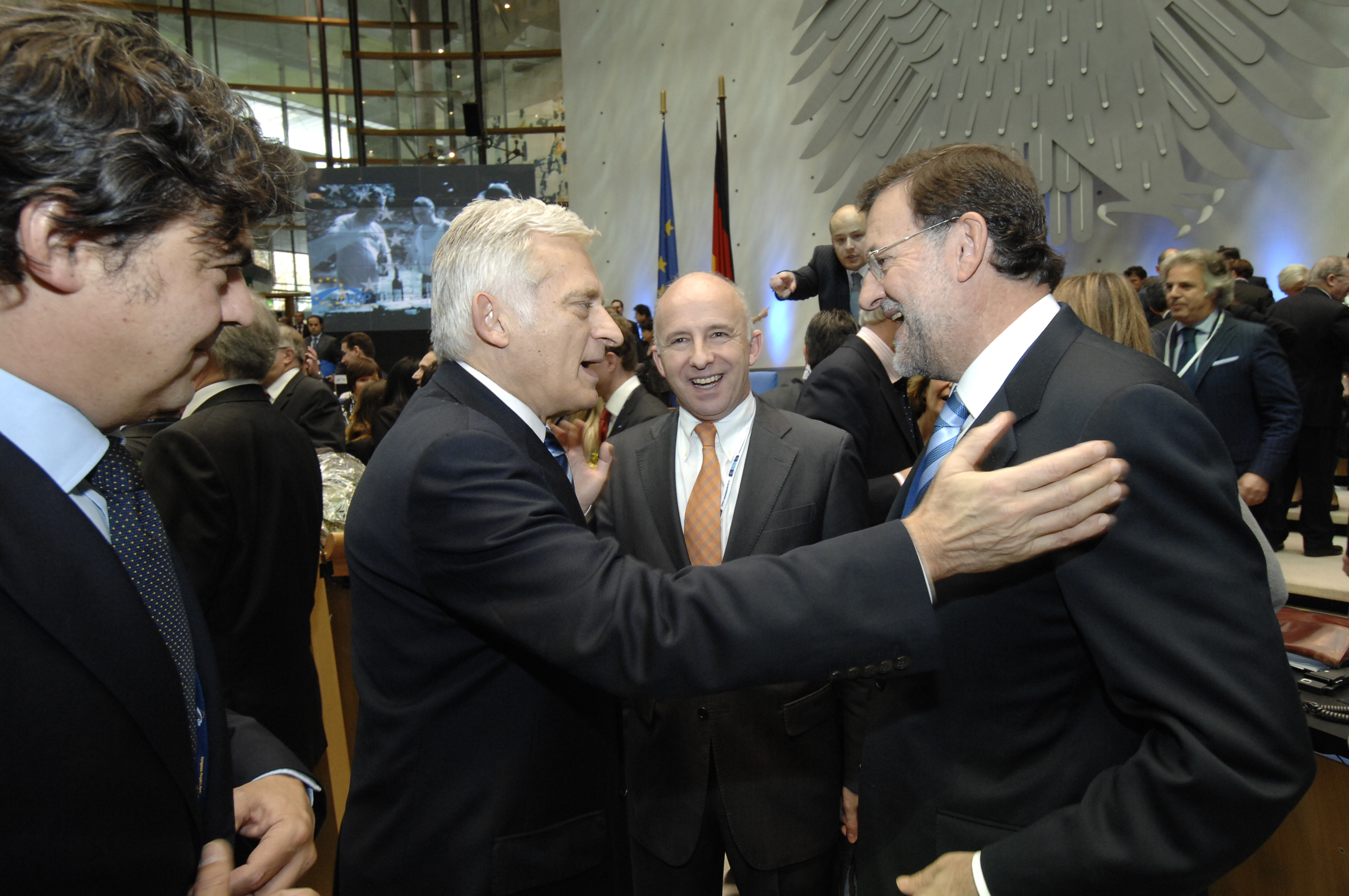
Jerzy Buzek với Mariano Rajoy
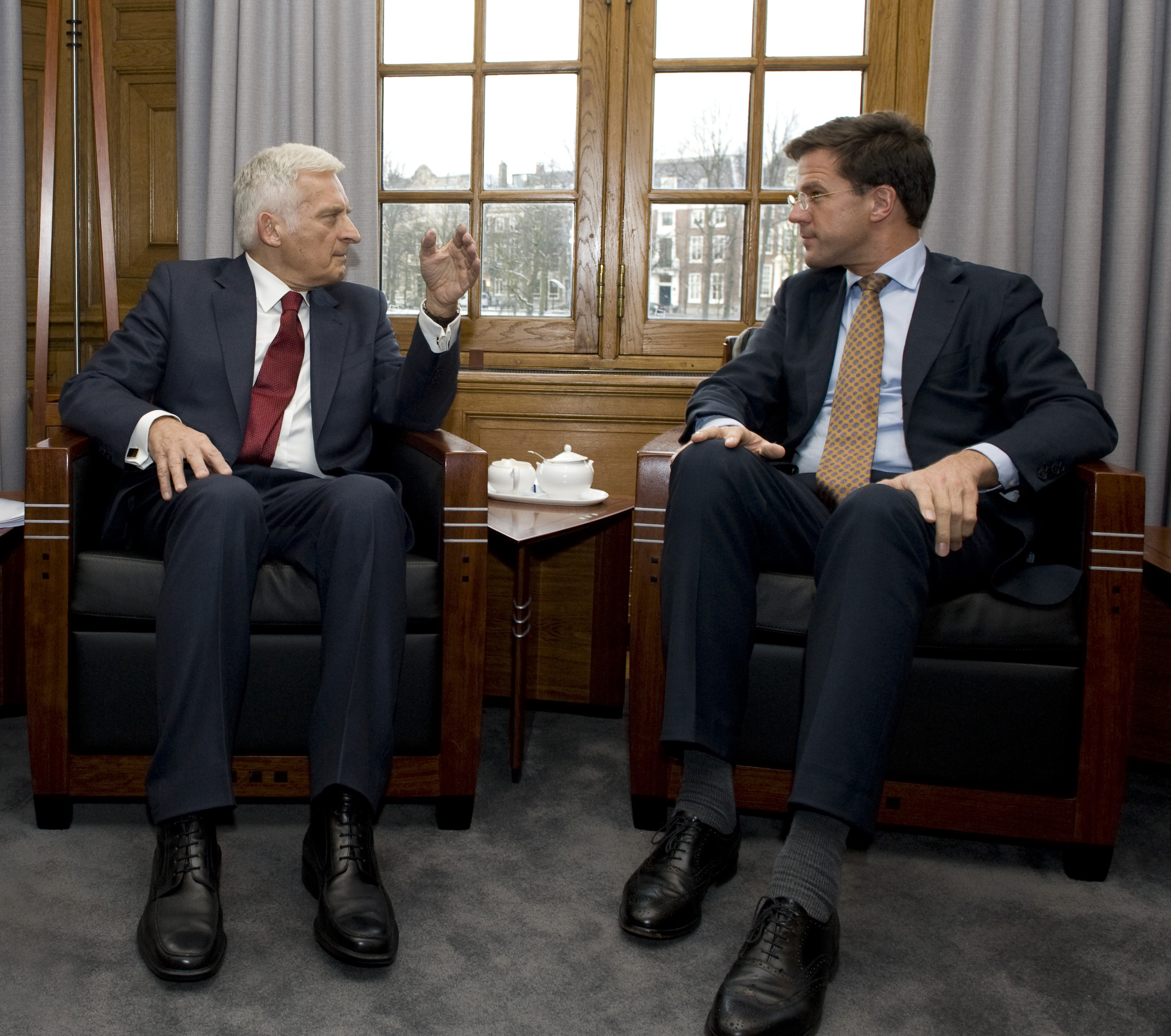
Jerzy Buzek với Thủ tướng Hà Lan Mark Rutte